# Modern femkamp vid olympiska sommarspelen 1964
Resultat från tävlingarna i modern femkamp vid olympiska spelen 1964. 

## Medaljörer
| Spel                     | Guld                                                     | Silver                                     | Brons                                    |
| Individuellt Detaljer... | Ferenc Török Ungern                                      | Igor Novikov Sovjetunionen                 | Albert Mokejev Sovjetunionen             |
| Lag Detaljer...          | Sovjetunionen Igor Novikov Albert Mokejev Viktor Mineyev | USA James Moore David Kirkwood Paul Pesthy | Ungern Ferenc Török Imre Nagy Ottó Török |

## Medaljtabell
| Pl. | Nation        | Guld | Silver | Brons | Totalt |
| --- | ------------- | ---- | ------ | ----- | ------ |
| 1   | Sovjetunionen | 1    | 1      | 1     | 3      |
| 2   | Ungern        | 1    | 0      | 1     | 2      |
| 3   | USA           | 0    | 1      | 0     | 1      |

## Deltagande nationer
| - Australien (3) - Österrike (3) - Brasilien (1) - Chile (1) - Finland (3) | - Tyskland (3) - Storbritannien (3) - Ungern (3) - Italien (1) - Japan (3) | - Mexiko (3) - Sydkorea (1) - Sovjetunionen (3) - Sverige (3) - USA (3) |